# Piercing stydkých pysků

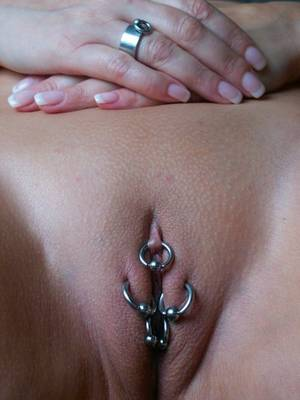
Piercingy malých a velkých stydkých pysků a piercing předkožky (kapucy) poštěváčku

Piercing stydkých pysků (anglicky: Labia piercing) je druhem ženského genitálního piercingu. Může být umístěn jak v malých, tak velkých stydkých pyscích a je používán z estetických a sexuálních důvodů. První věrohodné informace o provádění tohoto druhu genitálního piercingu pocházejí z Německa po druhé světové válce. Doba hojení se u genitálních piercingů pohybuje kolem půl roku, v případě předčasného pohlavního styku (tj. dříve než dojde k plnému zahojení) se však může tato doba prodloužit.